# FK Metalac Gornji Milanovac
FK Metalac Gornji Milanovac (Servisch: ФК Металац Горњи Милановац) is een Servische voetbalclub uit Gornji Milanovac.

## Geschiedenis
De club werd opgericht in 1961. De club promoveerde in 2007 naar de tweede klasse. Het volgende seizoen plaatse de club zich voor de eindronde, maar verloor daar van BSK Borča. In 2009 promoveerde de club naar de hoogste klasse na een vijfde plaats omdat de Superliga werd uitgebreid van 12 naar 16 clubs. In 2012 degradeerde de club. In 2015 konden ze terug promoveren en degradeerde weer na twee seizoenen. In 2020 keerde de club terug op het hoogste niveau.
Čukarički · 
FK IMT ·
Jedinstvo ·
Mladost Lučani · 
Napredak · 
Novi Pazar ·
OFK Beograd ·
Partizan · 
Radnički 1923 ·
Radnički Niš · 
Rode Ster · 
Spartak · 
Tekstilac ·
TSC · 
Vojvodina · 
Železničar